# Anthocerotophyta
Le antocerote sono piante non vascolari (atracheofite) (apparse nel Devoniano) appartenenti alla classe Anthocerotopsida, che comprende specie molto simili alle epatiche tallose, da cui differiscono per la totale assenza degli oleocorpi e dalla modalità delle prime divisioni dello zigote. Attualmente si conoscono circa 100 specie di antocerote.
Lo sporofito vive alcuni mesi e presenta un meristema intercalare basale. Mostra una simmetria bilaterale, epidermide fortemente cutinizzata e la deiscenza avviene attraverso due aperture longitudinali (non 4 come nelle epatiche), spore ed elateri sono prodotti in tempi non sincroni. 
A livello citologico vi è la presenza - a parte qualche eccezione - nelle singole cellule di un solo cloroplasto e i pirenoidi sembrano poter essere paragonati a quelli di alcune Chlorophyta. Le cellule inoltre non sembrano essere in grado di produrre antociani e collenchima e dunque le piante risultano strettamente legate a ambienti mesofili. Una loro caratteristica è quella di produrre sostanze mucillaginose con funzione protettiva.
Nella parte inferiore del tallo sono presenti stomi con due cellule di guardia reniformi. Anteridi e archegoni sono infossati nella parte superiore del tallo.
Nella maggior parte delle specie il gametofito è omotallico, cioè presenta sia anteridi che archegoni.
La fecondazione avviene con gli spermi, biflagellati, natanti in un velo d'acqua attratti chemiotatticamente dall'oosfera immobile (oogamia).

## Classificazione
Le antocerote venivano tradizionalmente considerate una classe (Anthocerotopsida) all'interno della divisione Bryophyta, che includeva anche i muschi e le epatiche. Oggi questo gruppo risulta essere parafiletico, così le antocerote sono state poste in una propria divisione, chiamata appunto Anthocerotophyta, come le epatiche che si ritrovano ora nella divisione Marchantiophyta. La conseguenza di questi spostamenti ha fatto sì che la divisione Bryophyta venga adesso identificata dalle sole specie di muschi.
La divisione delle antocerote presenta una sola classe, chiamata Anthocerotopsida, o tradizionalmente Anthocerotae. In questo schema classificativo, la classe è rappresentata da un solo ordine, Anthocerotales. In altri schemi viene riconosciuto anche un secondo ordine, Notothyladales, che include il solo genere Notothylas, per le uniche ed inusuali caratteristiche presenti nel gruppo.
Famiglia Anthocerotaceae
- Genere Anthoceros
- Genere Folioceros
- Genere Sphaerosporoceros

Famiglia Dendrocerotaceae
- Genere Dendroceros
- Genere Megaceros
- Genere Nothoceros
- Genere Phaeomegaceros

Famiglia Notothyladaceae
- Genere Hattorioceros
- Genere Mesoceros
- Genere Notothylas
- Genere Paraphymatoceros
- Genere Phaeoceros

Famiglia Phymatocerotaceae
- Genere Phymatoceros